# Mikuž
Mikuž je priimek več znanih Slovencev:
- Andreja Mikuž, klinična psihologinja
- Anton Mikuž (1873—1947), gostilničar, politik, narodni delavec
- Blaž Mikuž, jedrski fizik
- Bogdan Mikuž (*1934), arhitekt, fotograf
- Franc Mikuž (1889—1978), agronom, žlahtnitelj, univ. profesor, častni doktor
- Franc Mikuž (1945—1990), duhovnik, monsinjor
- Gregor Mikuž (*1942), medicinec patolog
- Herman Mikuž (*1956), astronom
- Ivan Mikuž (*1963), brigadir Slovenske vojske, ataše
- Janez Mikuž (1937—2025), umetnostni zgodovinar, konservator, univerzitetni predavatelj, Steletov nagrajenec
- Jure Mikuž (*1949), umetnostni zgodovinar in teoretik, likovni kritik, kurator, predavatelj
- Lovrenc Mikuž, papirniški podjetnik
- Marjeta Mikuž (*1953), umetnostna zgodovinarka, muzealka
- Marko Mikuž (*1959), raziskovalec na področju fizike osnovnih delcev, univ. profesor
- Matej Mikuž (1884—1975), šolnik
- Metod Mikuž (1909—1982), duhovnik, partizan, zgodovinar, univ. profesor
- Mihaela Mikuž, direktorica Tehniške založbe Slovenije, urednica Življenja in tehnike
- Milan Mikuž (1885—1976), strojni inženir, amaterski slikar, skalaš, raziskovalec narečja Mosta na Soči
- Mira Mikuž (*1941), slikarka
- Stane Mikuž (1913—1985), umetnostni zgodovinar in kritik, univerzitetni profesor
- Stanislav Mikuž (*1960), carinik
- Tilka Mozetič Mikuž (1930—2023), zdravnica
- Vasja Mikuž (*1946), geolog, paleontolog
- Vesna Mikuž, humanitarna delavka, predsednica RKS (2019-)
- Vladimir Mikuž 1930-2009